# RoadKill
RoadKill é um jogo de ação desenvolvido e publicado Midway Games. Foi lançado para PlayStation 2, Xbox e GameCube.